# Louis Ledoux
Louis Ledoux ou le Doux, né en 1616 à Mons, où il est mort le 27 mars 1667,, est un architecte et sculpteur des Pays-Bas espagnols.

## Biographie
Il fut l'élève de François Duquesnoy.
Architecte du beffroi de Mons, il fut le maître de Claude-Joseph de Bettignies.

## Œuvres
- Mausolée en marbre de Henri-François Vanderburch, archevêque de Cambrai, dans l'ancienne église des jésuites à Mons
- Statues de saint Pierre et de saint Paul dans la grande nef de la collégiale Sainte-Waudru de Mons